# Leuckartiara orientalis
Leuckartiara orientalis is een hydroïdpoliep uit de familie Pandeidae. De poliep komt uit het geslacht Leuckartiara. Leuckartiara orientalis werd in 1991 voor het eerst wetenschappelijk beschreven door Xu, Huang & Chen. 